# Casas do Soeiro
Casas do Soeiro is een plaats (freguesia) in de Portugese gemeente Celorico da Beira en telt 501 inwoners (2001).